# 秀天村
秀天村（しゅうてんむら）は、岡山県児島郡にあった村。現在の玉野市、倉敷市の一部にあたる。

## 地理
鴨川の右岸一帯に位置していた。
- 海洋：児島湾
- 山岳：風吹山[3]、石槌山[4]

## 歴史
- 1889年（明治22年）6月1日、町村制の施行により、児島郡迫間村、槌ヶ原村、大崎村が合併して村制施行し、秀天村が発足[1][2]。旧村名を継承した迫間、槌ヶ原、大崎の3大字を編成[2]。
- 1903年（明治36年）4月1日、村域を二分割し、大字迫間・槌ヶ原は児島郡下加茂村、上加茂村と合併し荘内村を新設[1][2]。大字大崎は八浜町に編入し秀天村は廃止された[1][2]。合併後、荘内村大字迫間・槌ヶ原、八浜町大字大崎となる[2]。

## 産業
- 農業、漁業、機織り[3]